# Jeanne la Fouacière
Jeanne la Fouacière, född okänt år, död 1313, var en fransk linnehandlare.
Hon dominerade linnehandeln i Paris under sekelskiftet 1300 och taxerades för samma skatt som den absoluta eliten inom det franska borgerskapet vid denna tid. Hon var hovleverantör för det engelska hovet 1278-1308 och hade uppenbarligen samma position vid det franska, eftersom hon innehade det typiska privilegiet för en fransk hovleverantör: att delta i inventariet för avlidna medlemmar av kungahuset, något hon gjorde för drottning Margareta av Provence 1295.